# Sebastian Droste
Pour les articles homonymes, voir Droste.
Sebastian Droste (né Willy Knobloch en 1892 ou 1898 à Hambourg, mort dans la même ville le 27 juin 1927 était un danseur, acteur et poète allemand lié à l'underground et au milieu homosexuel berlinois des années 1920.

## Pseudonyme
Sébastien est une référence à saint Sébastien, martyr mort ligoté à un poteau et percé de flèches qui est devenu une figure du sadomasochisme homosexuel. Droste est une allusion à la toxicomanie et signifie origan, herbe médicinale appelée au Bas Moyen Âge mariolaine, c'est-à-dire petite image sainte de Marie, et qualifiée de remède majeur.

## Biographie
En 1922, Sebastian Droste se maria avec l'actrice et danseuse Anita Berber, avec qui il fit des spectacles qui pouvaient s'intituler Suicide ou Morphine. En 1923, ils publièrent un livre intitulé Die Tänze des Lasters, des Grauens und der Ekstase (Danses du vice, de l'horreur et de l'extase), qui se fondait sur un de leurs spectacles.
En 1924, il participa au film de science-fiction Algol réalisé par Hans Werckmeister.

## Œuvres
- Die Tänze des Lasters, des Grauens und der Ekstase, avec Anita Berber, Gloriette Verlag, Vienne, 1923.

## Source de la traduction
- (en) Cet article est partiellement ou en totalité issu de l’article de Wikipédia en anglais intitulé « Sebastian Droste » (voir la liste des auteurs).